# Velocímetre

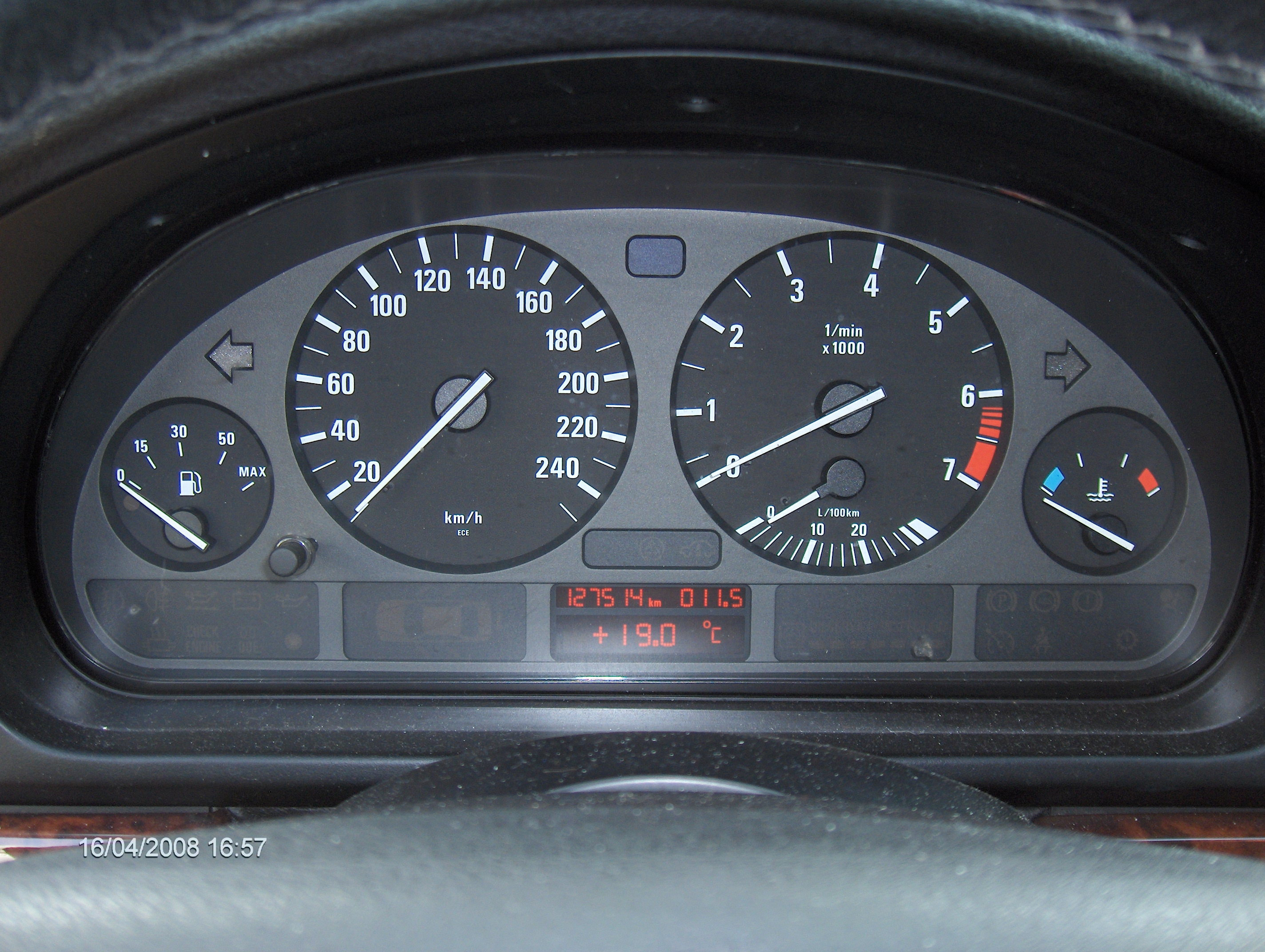
Quadre d'un automòbil que inclou un velocímetre (esquerra), un tacòmetre (dreta), juntament amb altres dispositius d'informació i control.

Un  velocímetre  és un instrument que mesura el valor de la velocitat instantània d'un vehicle.

## Funcionament

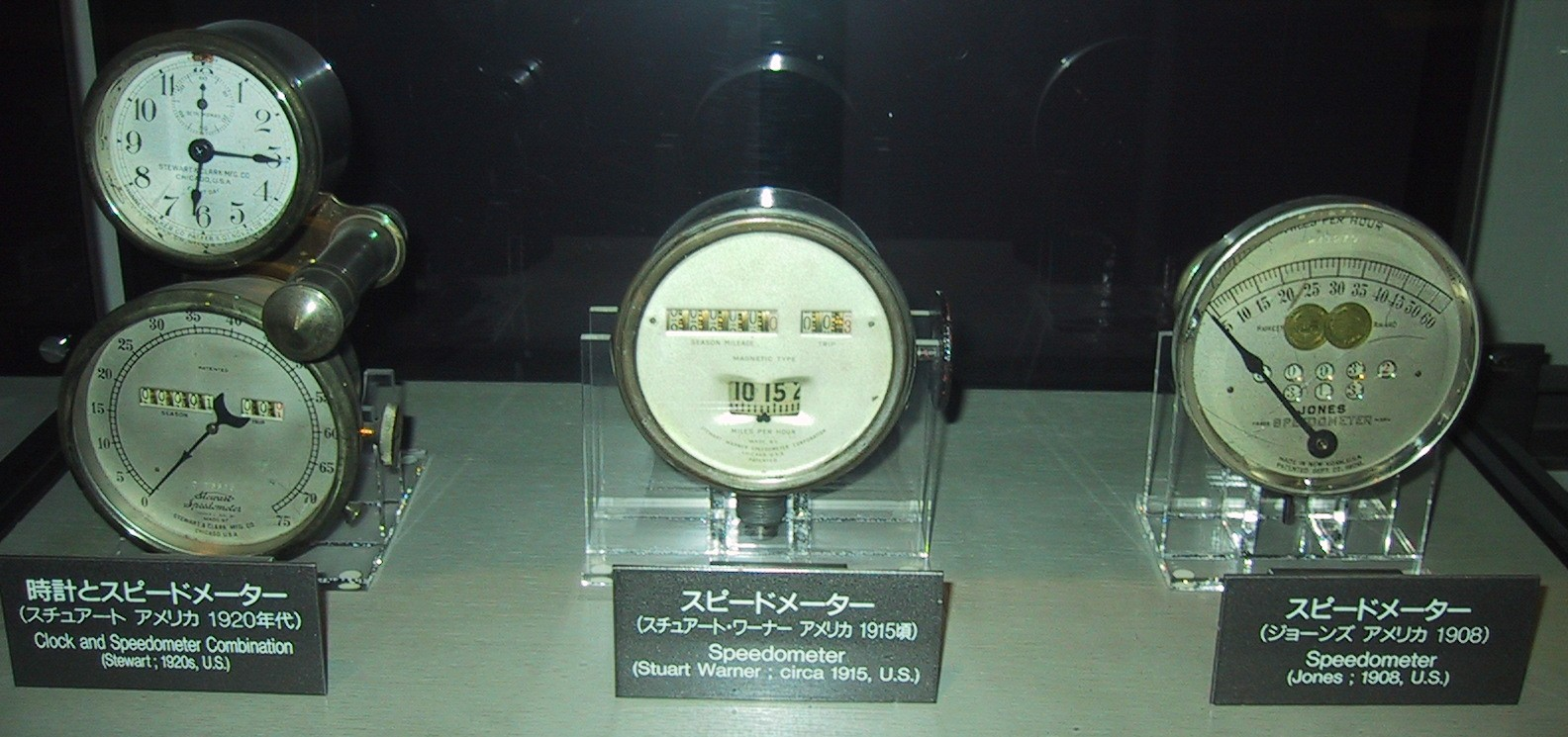
velocímetres al Museu de l'Automòbil de Toyota.

El velocímetre va ser inventat abans del 1888 per l'inventor croat Josip Belušić. Va patentar el seu invent a Viena el 1888 i posteriorment el va presentar a l'Exposició Universal de París de 1889.
Els velocímetres tradicionals estan controlats per un cable recobert que rep un moviment de torsió mitjançant un conjunt de petites rodes dentades en el sistema de transmissió. No obstant això, els primers Volkswagen Escarabat i les motocicletes fan servir un cable accionat des d'una roda davantera.
La forma més comuna d'un velocímetre depèn de la interacció d'un petit imant fixat al cable amb una petita peça d'alumini amb forma de didal fixada a l'eix de l'indicador. A mesura que l'imant va girant a prop del didal sense tocar-lo, els canvis en el camp magnètic indueixen corrent en el didal, que produeix al seu torn un nou camp magnètic. L'efecte és que l'imant arrossega el didal-així com l'indicador-en la direcció de la seva rotació sense connexió mecànica entre ells.
L'eix del punter és impulsat cap al zero per una petita molla. El parell de torsió en el didal s'incrementa amb la velocitat de rotació de l'imant (que està controlada per la transmissió del vehicle). Així que un increment de la velocitat del cotxe fa que el didal giri i que l'indicador girie en el sentit contrari a la molla. Quan el parell de torsió produït pels corrents induïts iguala el de la molla de l'indicador aquest es detura apuntant en la direcció adequada, que correspon a una xifra en la roda indicadora.
La molla es calibra de manera que una determinada velocitat de revolució del cable correspon a una velocitat especifica en el velocímetre. Aquest calibratge s'ha de fer tenint en compte molts factors, incloent-hi les proporcions de les rodes dentades que controlen el cable flexible, la taxa del diferencial i el diàmetre dels pneumàtics. El mecanisme del velocímetre sovint ve acompanyat d'un Hodòmetre i d'un petit interruptor que envia polsos a l'ordinador del vehicle.
Una altra forma de velocímetre es basa en la interacció entre un rellotge de precisió i un polsador mecànic controlat per la transmissió del vehicle. El mecanisme del rellotge impulsa l'indicador cap a zero, mentre que el polsador controlat pel vehicle l'empeny cap a la indicació màxima. La posició de l'indicador reflecteix la relació entre les sortides dels dos mecanismes.

## Història i estàndards
El velocímetre va ser inventat per Josip Belušić de Croàcia a 1888. Els velocímetres moderns són electrònics. Un sensor de rotació, normalment muntat a la part posterior de la transmissió, produeix una sèrie de polsos elèctrics la freqüència correspon amb la velocitat de rotació de l'eix de les rodes. Un ordinador converteix els polsos en una xifra que correspon amb la velocitat i la mostra en un display digital o en un indicador analògic, sent el primer més habitual avui en dia. Els polsos també poden usar-se per controlar l'hodòmetre.
A partir de 1997, els estàndards federals dels Estats Units permeten un error màxim del 5% en les lectures del velocímetre.
Algunes modificacions del vehicle, com l'ús de pneumàtics diferents, canvis en la grandària de les rodes o el canvi del diferencial poden produir imprecisions al velocímetre.
Els velocímetres d'altres vehicles tenen noms específics. Per exemple, en les embarcacions es diuen pit log, i en les aeronaus, indicador de la velocitat de vol.